# Програма нових економічних зон у післявоєнному В'єтнамі
Програма нових економічних зон у післявоєнному В'єтнамі (в'єт. Xây dựng vùng kinh tế mới ở Việt Nam sau chiến tranh) був реалізований комуністичним урядом В'єтнаму після падіння Сайгону. Між 1975 і 1980 роками понад 1 мільйон жителів півночі мігрували до південних і центральних регіонів, які раніше входили до Республіки В’єтнам. Ця програма, у свою чергу, витіснила від 750 000 до понад 1 мільйона жителів півдня з їхніх домівок і примусово переселила їх у незаселені гірські лісисті райони. Майно виселених південних в’єтнамців було конфісковано, колективізовано, а потім перерозподілено комуністичною владою, і отримувачами цього конфіскованого майна часто були колишні в’єтконгівці та члени або філії Комуністичної партії Північного В’єтнаму чи Народної армії В’єтнаму.
Умови в «нових економічних зонах» були поганими. Після візиту 1976 року до нової економічної зони колишнього Сайгону, французький журналіст Жан Лакутюр писав, що це «збірне пекло і місце, куди можна прийти, лише якщо альтернативою йому буде смерть». Рудольф Руммель, аналітик політичних вбивств, оцінив, що від 20 000 до 155 000 в'єтнамців загинули, виконуючи важку роботу в нових економічних зонах 
З 1975 року жителі Південного В'єтнаму використовують термін «Bắc 54» («Тонкін 54») для позначення північних в'єтнамців, які мігрували на південь у 1954 році (в рамках операції «Переїзд до свободи»), які були переважно політичними та релігійними біженцями, які рятувалися від майбутнього комуністичного правління) і «Bắc 75» («Тонкін 75») для позначення жителів півночі, які мігрували на південь у 1975 році й далі, багато з них у рамках цієї економічної програми.
Ця програма в поєднанні з різними іншими факторами, такими як переслідування з боку уряду, серйозні порушення прав людини та відсутність громадянських та економічних свобод, утиски, бідність і голод, що є наслідком урядового управління плановою економікою, спричинили масовий витік 1-3 мільйонів людей. В'єтнамці, які тікали від комуністичного правління, більшість з яких були вихідцями з Південного В'єтнаму.